# Daumeray

Daumeray este o comună în departamentul Maine-et-Loire, Franța. În 2009 avea o populație de 1,535 de locuitori.